# فيارتسيليا
فيارتسيليا (بالروسية: Вяртсиля) هي مدينة في جمهورية كاريليا في روسيا.